# Nissan NV (Північна Америка)
Nissan NV (Nissan Van) — перший повнорозмірний фургон, виготовлений японським автовиробником для Сполучених Штатів і Канади та проданий Nissan. До появи Nissan NV Мексика була єдиною країною в Північній Америці, де продавали повнорозмірний Nissan Van, оскільки там продавався Nissan Urvan. Був також невеликий пікап, який продавали в Таїланді як «Nissan NV», він базувався на AD Wagon (Y10), родичі Nissan Sunny.

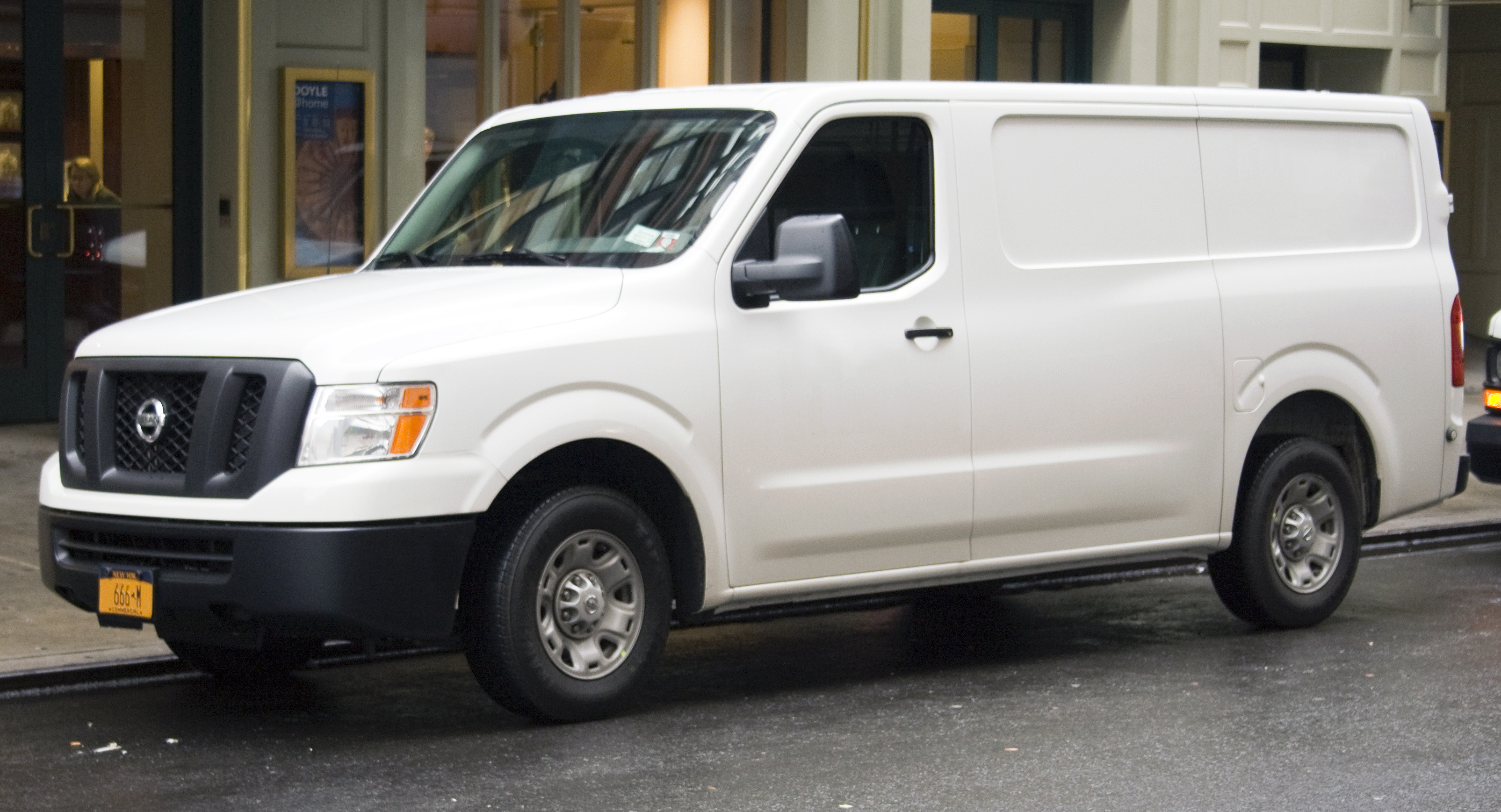
Nissan NV 2500 HD

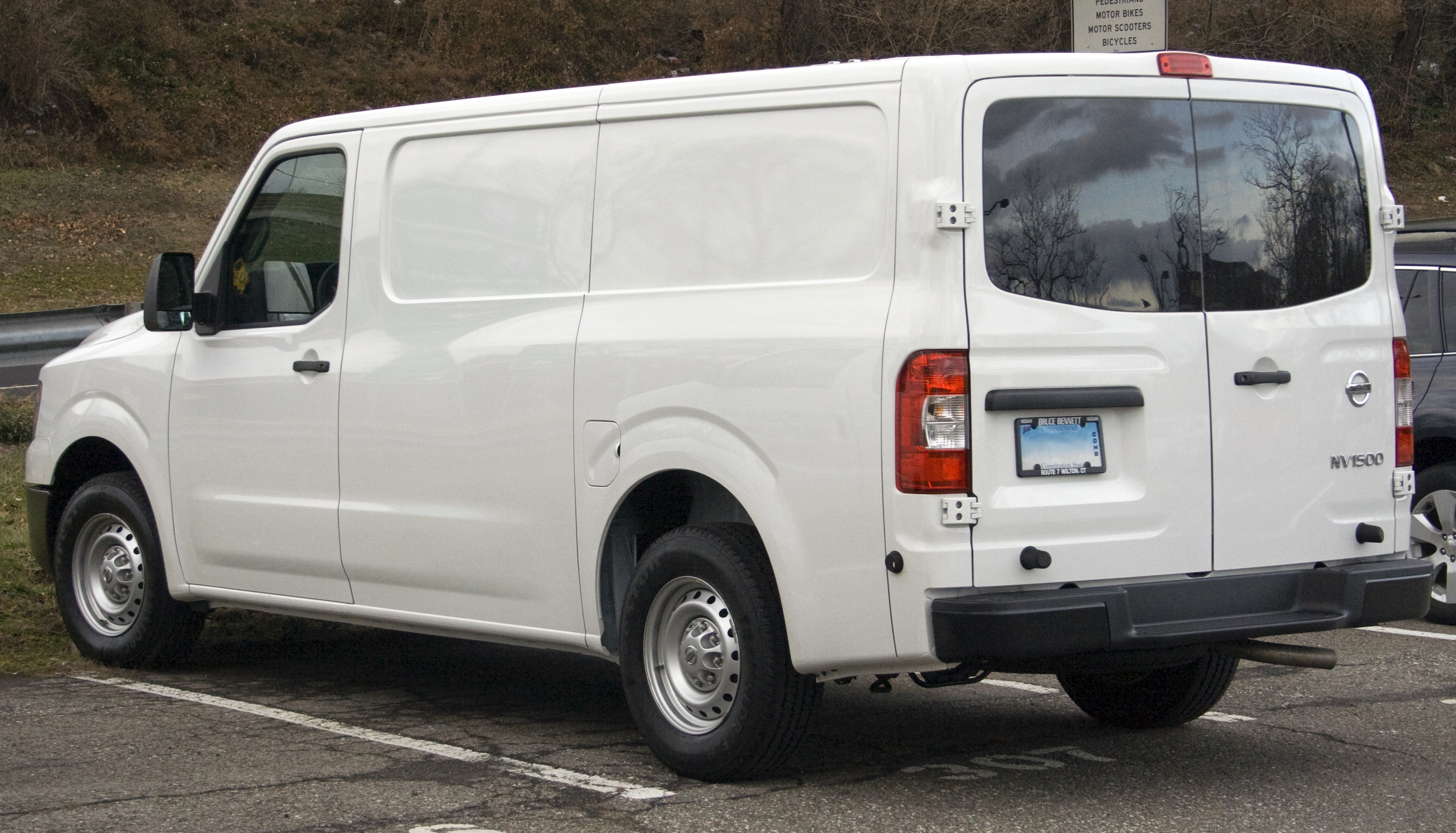
Nissan NV 1500

NV використовує ту саму платформу F-Alpha, що й повнорозмірний пікап Nissan Titan, але через потребу в рівному багажному підлозі вона сильно модифікована, і в кінцевому підсумку вони поділяють головним чином елементи силової установки та деякі аспекти зовнішнього вигляду. NV також доступний лише із заднім приводом у поєднанні з п'ятиступінчастою автоматичною коробкою передач. NV не націлений безпосередньо на покупців Ford E-Series і Chevrolet Express (головним чином на автопарк), а скоріше на приватних покупців, включаючи підрядників і власників малого бізнесу, які шукають автомобіль, який є водночас потужним і комфортним. 4,0-літровий двигун V6 видає 261 к.с. і 281 фунт-фут крутного моменту, а 5,6-літровий двигун V8 видає 375 к.с. і 387 фунт-фут крутного моменту. Версії з двигуном V8 також електронно обмежені максимальною швидкістю 100 миль/год (161 км/год).

## Двигуни
- 4.0 L VQ40DE V6 261 к.с. (Nissan NV1500 і Nissan NV2500 HD)
- 5.6 L VK56DE V8 375 к.с. (Nissan NV2500 HD і Nissan NV3500 HD)